# 大井追っかけ音次郎 (アルバム)
『大井追っかけ音次郎』は、日本の演歌歌手氷川きよしのアルバムである。2001年11月21日発売。発売元は日本コロムビア。

## 収録曲
1. 大井追っかけ音次郎(4:54) 
作詞：松井由利夫／作曲：水森英夫／編曲：伊戸のりお
2. 月太郎笠(4:51)
作詞：木下龍太郎／作曲：水森英夫／編曲：伊戸のりお
3. 近江の鯉太郎(4:46)
作詞：松井由利夫／作曲：水森英夫／編曲：伊戸のりお
4. 東京恋始発(4:04)
作詞：菅麻貴子／作曲：桧原さとし／編曲：前田俊明
5. あのままあの娘とあれっきり(4:52)
作詞：麻こよみ／作曲：水森英夫／編曲：前田俊明
6. 霧笛の波止場(4:21)
作詞：仁井谷俊也／作曲：大谷明裕／編曲：前田俊明